# Viana (Espírito Santo)
Pour les articles homonymes, voir Viana.
Viana est une municipalité brésilienne située dans l'État de l'Espirito Santo.